# 南風舞
南風 舞（みなかぜ まい、10月8日 - ）は、元宝塚歌劇団星組トップ娘役。
大阪市東住吉区出身、出身校・鷗友学園、公称身長160センチ。別名及び宝塚歌劇団時代の芸名は南風 まい（みなかぜ -）、愛称マイマイ。血液型A型。
義兄は、宝塚歌劇団演出家の谷正純。

## 来歴
1979年、宝塚音楽学校を首席で卒業。65期生として宝塚歌劇団に入団。『花影記／紅はこべ』で初舞台。翌年、星組に配属。
1981年、『小さな花がひらいた』の新人公演で初ヒロインに抜擢。同年、バウホール公演『暁のロンバルディア』では秋篠美帆とダブルヒロインを務める。
1983年、峰さを理の相手役として『祝いまんだら／プラスワン』より星組トップ娘役に就任。
1984年6月の『我が愛は山の彼方に／ラブ・エキスプレス』から1986年7月の『レビュー交響楽』までは湖条れいかとのダブルトップ娘役体制になったが、湖条の退団後は再び単独トップ娘役体制に戻って、引き続き峰の相手役をつとめた。
峰の退団後は、後任トップスター日向薫の相手役となり、1988年、『戦争と平和』の東京公演千秋楽をもって宝塚歌劇団を退団。
退団後はダンスや歌唱などのスタジオや雑貨店など起業、後年にはアマチュア劇団を立ち上げ現在に至る。雑貨店・劇団・スタジオの運営に支障が出ない範囲に限定し宝塚OGイベントに参加している。
2007年には、宝塚OG公演・『心中・恋の大和路』にてヒロインの梅川役を務めた。
2016年には、星組公演『こうもり』の歌唱指導を担当した。

## 宝塚歌劇団時代の主な舞台

### 星組時代
- 1980年8月、『輝け!わが歌』少女、新人公演：朝霧（本役：桐生のぼる）／『ファンシー・ゲーム』
- 1981年2月、『小さな花がひらいた』梅、新人公演:おりつ（本役:東千晃）／『ラ・ビ・アン・ローズ -恋は花模様-』 ＊新人公演初ヒロイン
- 1981年4月、瀬戸内美八リサイタル『Sing, Sing, Sing!』（バウ）
- 1981年6月、『暁のロンバルディア』ソフィア（バウ） ＊バウホール初ヒロイン
- 1981年8月、『海鳴りにもののふの詩が』ロージ、新人公演:ユリーヌ（本役:東千晃）／『クレッシェンド!』- 歌うピアノの娘　＊新人公演ヒロイン
- 1982年1月、『ミル星人パピーの冒険』エリーズ／『魅惑』
- 1982年6月、『エーゲ海のブルース』ナタリー／『ザ・ストーム』
- 1982年9月、『海鳴りにもののふの詩が』ロージ／『魅惑』（全国ツアー）
- 1982年12月、『ザ・タカラヅカ』（第二回東南アジア公演）
- 1983年4月、『オルフェウスの窓 -イザーク編-』ゲルトールト、新人公演:ロベルタ（本役:姿晴香・宝塚のみ） ＊新人公演ヒロイン
- 1983年8月、『ロンリーハート』 マジョリー（バウ） ＊バウホール公演ヒロイン
- 1983年11月、『アルジェの男』エリザベート／『ザ・ストーム』（東宝）

### 星組トップ娘役時代
- 1984年1月、『祝いまんだら』[2]万歳の女／『プラスワン (宝塚歌劇)』プリンセス・マイリン
- 1984年6月、『我が愛は山の彼方に』ジェリメ王女／『ラブ・エキスプレス』
- 1984年9月、『アルジェの男』サビーヌ／『ザ・ストーム』ミス・ポリス（全国ツアー）
- 1985年2月、『哀しみのコルドバ』アンフェリータ／『ルミエール』シコメーヌ
- 1985年4月、『オール・フォー・ラブ』ジョージナ（バウ）
- 1985年8月、『西海に花散れど』左近／『ザ・レビューIII』
- 1986年3月、『レビュー交響楽』ビリー・バーグ
- 1986年9月、『華麗なるファンタジア』クネゴンド姫／『ブギ・ウギ・フォーリーズ』赤い靴の娘
- 1987年1月、『紫子』舞鶴姫／『ジュビリー・タイム!』
- 1987年6月、『別離の肖像』エルビラ
- 1988年1月、『ハッピー・ドリーミング』少女（バウ）
- 1988年2月、『炎のボレロ』カテリーナ／『Too Hot!』
- 1988年5月、『華麗なるファンタジア』クネゴンド姫／『タカラヅカ・フォーリーズ』（福岡特別、全国ツアー）
- 1988年8月、『戦争と平和』ナターシャ ＊退団公演